# 154 Berta
154 Berta (mednarodno ime 154 Bertha) je velik in zelo temen asteroid tipa C (po SMASS)  v glavnem asteroidnem pasu. 

## Odkritje
Asteroid je odkril francoski astronom P. M. Henry (1849 – 1903) 4. novembra 1875 .
Poimenovan je verjetno po Berthi Martin-Flammarion, sestri francoskega astronoma Nicolasa Camillea Flammariona.

## Lastnosti
Asteroid Berta obkroži Sonce v 5,69 letih. Njegova tirnica ima izsrednost 0,083, nagnjena pa je za 21,032° proti ekliptiki. Njegov premer je 184,93 km , 
okoli svoje osi se zavrti v približno 12 h.